# Philippe Richert
Philippe Richert (ur. 22 maja 1953 w Ingwiller) – francuski polityk, od 2010 do 2012 minister ds. wspólnot terytorialnych, prezydent Alzacji (2010–2015), od 2016 do 2017 prezydent regionu Grand Est.

## Życiorys
Kształcił się na Université de Strasbourg I. Przez blisko 20 lat pracował we francuskim szkolnictwie. W 1985 wstąpił do federacyjnej wówczas Unii na rzecz Demokracji Francuskiej, w 2002 został członkiem nowo powołanej Unii na rzecz Ruchu Ludowego.
Od 1982 do 2008 był deputowanym rady departamentu Dolny Ren, pełnił w niej funkcję wiceprzewodniczącego i przewodniczącego. W 1992 po raz pierwszy został powołany w skład Senatu, reelekcję uzyskiwał w 1995, 2004 i – po unieważnieniu poprzednich wyborów – w 2005. W 2010 wygrał wybory regionalne na urząd prezydenta Alzacji (przewodniczącego rady regionalnej), pełniąc tę funkcję do końca 2015.
W listopadzie 2010 François Fillon powołał go na ministra ds. wspólnot terytorialnych (władz lokalnych) w swoim trzecim rządzie. Funkcję tę pełnił do maja 2012.
W grudniu 2015 jako kandydat centroprawicy w tym Republikanów zwyciężył w drugiej turze wyborów na prezydenta nowego regionu Alzacja-Szampania-Ardeny-Lotaryngia (z kadencją od stycznia 2016). Pod koniec września 2017 zrezygnował z tego stanowiska, deklarując wycofanie się z aktywności politycznej.